# Communauté de communes Pays d'Orange en Provence
La communauté de communes du Pays d'Orange en Provence est une communauté de communes française, située dans le département de Vaucluse et la région Provence-Alpes-Côte d'Azur.
Il s'agit de la troisième dénomination après la communauté de communes du Pays Réuni d'Orange et la Communauté de Communes des Pays de Rhône et Ouvèze.
Le 1er janvier 2023, elle devient la Communauté de Communes du Pays d'Orange en Provence (POP),.

## Historique
Créée le 30 décembre 1993, la CCPRO est issue initialement de la volonté d’une coopération intercommunale autour de la problématique du risque d’inondation. Le territoire est en effet traversé par plusieurs cours d’eau et a été marqué par le débordement de l’Ouvèze de 1992 qui a inondé une partie des communes de Bédarrides et de Sorgues ainsi que par l’épisode pluvieux de 2003, à la suite duquel, la CCPRO a pris la compétence du risque inondation.
Celle-ci a pour objectif le développement et la solidarité des communes, elle prend pour nom Communauté de Communes des Pays de Rhône et Ouvèze, en référence à sa situation géographique. Elle est alors composée des communes de  Bédarrides, Caderousse, Courthézon, Jonquières, Sarrians et Sorgues. En 1996, la commune de Châteauneuf-du-Pape adhère à la CCPRO. En 2002, Althen-des-Paluds la quitte pour rejoindre la nouvelle Communauté de Communes Les Sorgues du Comtat. En 2003, Sarrians quitte la CCPRO pour rejoindre la communauté de communes Ventoux-Comtat Venaissin.
De 2003 à 2013, la communauté de communes était composée de 6 communes : Bédarrides, Caderousse, Châteauneuf du Pape, Courthézon, Jonquières et Sorgues. Le 1er janvier 2014, la commune d'Orange adhère à la CCPRO. Le 1er janvier 2017, Bédarrides et Sorgues se retirent et rejoignent la Communauté de Communes Les Sorgues du Comtat.
La CCPRO s’est dotée progressivement de compétences plus larges que celles prévues par la loi pour les communautés de communes. Elle est ainsi en charge :
- depuis 2000 : du développement économique,
- depuis 2004 : de la gestion des déchets, de la lutte contre le risque inondation et du développement touristique (création de l’office de tourisme intercommunal en 2007),
- depuis 2006 : de la voirie,
- depuis 2008 : de la politique de l’habitat et du cadre de vie (adoption du Programme Local de l’Habitat en 2011).

## Territoire communautaire

### Composition
La communauté de communes est composée des 5 communes suivantes :

| Nom                 | Code Insee | Gentilé        | Superficie (km2) | Population (dernière pop. légale) | Densité (hab./km2) |
| ------------------- | ---------- | -------------- | ---------------- | --------------------------------- | ------------------ |
| Orange (siège)      | 84087      | Orangeois      | 74,2             | 29 357 (2022)                     | 396                |
| Caderousse          | 84027      | Caderoussiens  | 32,39            | 2 541 (2022)                      | 78                 |
| Châteauneuf-du-Pape | 84037      | Châteauneuvois | 25,85            | 2 045 (2022)                      | 79                 |
| Courthézon          | 84039      | Courthézonnais | 32,78            | 6 245 (2022)                      | 191                |
| Jonquières          | 84056      | Jonquiérois    | 23,87            | 5 213 (2022)                      | 218                |

### Démographie
| 1968   | 1975   | 1982   | 1990   | 1999   | 2006   | 2011   | 2016   | 2022   |
| ------ | ------ | ------ | ------ | ------ | ------ | ------ | ------ | ------ |
| 35 032 | 36 912 | 38 415 | 40 232 | 41 853 | 44 229 | 44 325 | 44 972 | 45 401 |

## Administration

### Siège
Le siège de la communauté de communes est situé à Orange.

### Les élus
Le conseil communautaire de la communauté d'agglomération se compose de 38 conseillers, représentant chacune des communes membres et élus pour une durée de six ans.
Ils sont répartis comme suit :
| Nombre de conseillers | Communes               |
| --------------------- | ---------------------- |
| 19                    | Orange                 |
| 7                     | Courthézon, Jonquières |
| 3                     | Caderousse             |
| 2                     | Châteauneuf-du-Pape    |

### Présidence
| Période                                  | Période          | Identité         | Étiquette | Qualité                            |
| ---------------------------------------- | ---------------- | ---------------- | --------- | ---------------------------------- |
| 31 décembre 1993                         | 16 mars 2015     | Alain Milon      | UMP       | Sénateur, maire-adjoint de Sorgues |
| 16 mars 2015                             | 24 janvier 2019  | Alain Rochebonne | UMP       | Maire de Courthézon                |
| 24 janvier 2019                          | 30 novembre 2021 | Jacques Bompard  | LS        | Maire d'Orange (1995 → 2021)       |
| 30 novembre 2021                         | En cours         | Yann Bompard     | LS        | Maire d'Orange (2021 → )           |
| Les données manquantes sont à compléter. |                  |                  |           |                                    |

### Compétences

#### Compétences actuelles
- Hydraulique
- Assainissement non collectif
- Collecte et traitement des déchets des ménages et déchets assimilés
- Lutte contre les nuisances sonores
- Politique du cadre de vie
- Protection et mise en valeur de l'environnement
- Action sociale
- Création, aménagement, entretien et gestion de zone d'activités industrielle, commerciale, tertiaire, artisanale ou touristique
- Action de développement économique (Soutien des activités industrielles, commerciales ou de l'emploi, Soutien des activités agricoles et forestières...)
- Tourisme
- Activités culturelles ou socioculturelles
- Activités sportives
- Schéma de cohérence territoriale (SCOT)
- Études et programmation
- Création, aménagement, entretien de la voirie

### Autres adhésions
- Syndicat mixte pour la valorisation des déchets du pays d'Avignon
- Syndicat mixte d'aménagement du bassin de l'Ouvèze (SIABO)
- Syndicat mixte du bassin sud-ouest du mont Ventoux
- Syndicat mixte pour aménagement et entretien des sorgues (SMAES)
- Syndicat mixte d'aménagement de l'Aygues
- Syndicat mixte aménagement, gestion, entretien du canal de Vaucluse
- Syndicat mixte études et concertation pour le développement du bassin de vie d'Avignon
- Syndicat mixte pour la création de la Via Venaissia
- Syndicat mixte du bassin de vie d'Avignon

### Identité visuelle - logo

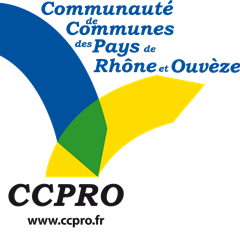
Logo 2003
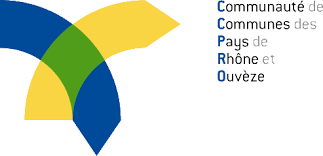
Logo 2017